# Nicola Di Pinto
Nicola Di Pinto, född 12 juni 1947 i Neapel, Kampanien, är en italiensk skådespelare. Han medverkade i mer än sjuttio filmer sedan 1974.

## Roller i urval
- 1981 – Sogni d'oro
- 1984 – Jag skulle hälsa från Picone
- 1987–1989 – Bläckfisken (TV-serie)
- 1988 – Cinema Paradiso
- 1989 – Pojkarna från Neapel
- 1992 – Morte di un matematico napoletano
- 1994 – A Simple Formality
- 1994 – Stjärnornas man
- 1998 – Pianisten
- 2006 – Dold identitet
- 2022 – The White Lotus (TV-serie)